# Nantilde
Nantilde (c. 610-642), también conocida como Nanthild, Nantéchilde, Nanthechilde, Nanthildis, Nanthilde, o Nantechildis, fue una reina franca consorte, y regente, la tercera de las diversas consortes de Dagoberto I, rey de los francos (629–639).
Era de ascendencia sajona, nacida alrededor del año 608 o 610. El Lexikon des Mittelalters la llama ein Mädchen aus dem Dienstpersonal ("una doncella de la casa real de Austrasia"). Su elevación a consorte puede haber dado importancia a sus parientes: su hermano Lantegiselo fue un importante terrateniente en el Lemosín y pariente de Aldegiselo. Dagoberto repudió a su esposa Gomatruda para casarse con ella, alrededor del año 633; con ella tuvo a Clodoveo II, segundo de los hijos supervivientes de Dagoberto y quien le sucedió en Neustria y Borgoña. Después de la muerte de Dagoberto en enero de 639, ella fue inicialmente la regente de su hijo, acompañada por Ega, mayordomo del palacio de Neustria y oponente del poderoso contingente de nobles encabezado por Burgundofaro cuya sede estaba en Meaux.
Interesada en reducir la independencia de los nobles burgundios con respecto al palacio merovingio, casó a su sobrina Ragnoberta con el franco Flacoaldo e hizo que los magnates y los obispos del reino de Borgoña lo aclamaran mayordomo de palacio en Orléans en 642. Pronto murió en Landry en lo que entonces era Borgoña, donde había residido durante largo tiempo; su cuerpo fue trasladado a la basílica de Saint-Denis. Su prematura muerte permitió que su hijo cayera bajo la influencia de la nobleza, quienes no querían una mano real fuerte.